# Lin Shaye
Linda "Lin" Shaye (sinh ngày 12 tháng 10 năm 1943) là một diễn viên điện ảnh, sân khấu và truyền hình nổi tiếng của Mỹ. Bà được coi mệnh danh là nữ hoàng la hét vì các vai diễn nổi tiếng của bà trong dòng phim kinh dị với các bộ phim như A Nightmare on Elm Street, Critters, Insidious 1-2-3-4, Dead End, 2001 Maniacs và phần phim sau 2001 Maniacs: Field of Screams, Alone in the Dark, Amityville: A New Generation, Tales of Halloween, Abattoir, Ouija và phần phim sau Ouija: Origin of Evil. Shaye cũng được biết đến với vai diễn hài hước trong nhiều phim do anh em Farrelly đạo diễn, bao gồm Dumb and Dumber, Kingpin và There's Something About Mary.

## Tiểu sử
Shaye sinh ra ở Detroit, Michigan, con gái của Dorothy (née Katz), một người nội trợ, và Max Mendle Shaye, một họa sĩ và chủ tiệm siêu thị. Anh trai bà là xử lý phim ảnh Robert Shaye. Gia đình bà là người gốc Do Thái; mẹ bà sinh ra ở Nga, và ông bà nội của bà đến từ Romania. Shaye học diễn xuất tại trường Đại học Michigan trước khi chuyển đến New York để xuất hiện trong phim do Off Broadway sản xuất. Năm 1977, bà chuyển đến Los Angeles để theo đuổi sự nghiệp diễn xuất.

## Phim ảnh

### Phim chiếu rạp
| Year | Title                                   | Role                    | Notes |
| ---- | --------------------------------------- | ----------------------- | --- |
| 1975 | Hester Street                           | Whore                   | |
| 1977 | Sex and the Married Woman               | Sandra                  | Television film |
| 1978 | Goin' South                             | Parasol Lady            | |
| 1979 | The Triangle Factory Fire Scandal       | Freida                  | Television film |
| 1979 | The Seeding of Sarah Burns              | 2nd Nurse               | Television film |
| 1980 | The Long Riders                         | Kate                    | |
| 1980 | A Cry for Love                          | —                       | Television film |
| 1982 | Alone in the Dark                       | Receptionist at Haven   | |
| 1982 | Jekyll and Hyde... Together Again       | Nurse with Telegram     | |
| 1984 | Summer Fantasy                          | Woman on beach          | Television film |
| 1984 | A Nightmare on Elm Street               | Teacher                 | |
| 1984 | Why Me?                                 |                         | |
| 1985 | Brewster's Millions                     | Journalist at Rally     | |
| 1986 | Critters                                | Sally                   | |
| 1987 | Extreme Prejudice                       | Employment Office Clerk | |
| 1987 | Slam Dance                              | Librarian               | |
| 1987 | The Hidden                              | Carol Miller            | |
| 1987 | The Running Man                         | Propaganda Officer      | |
| 1988 | Critters 2: The Main Course             | Sal                     | |
| 1988 | Lucky Stiff                             | Bratty Kid's Mom        | |
| 1990 | Book of Love                            | Mrs. Flynn              | |
| 1990 | Pump Up the Volume                      | PTA Parent #3           | |
| 1992 | Roadside Prophets                       | Celeste                 | |
| 1993 | Loaded Weapon 1                         | Witness                 | |
| 1993 | The Temp                                | Rosemary                | |
| 1993 | Three of Hearts                         | Operator                | |
| 1993 | Amityville: A New Generation            | Nurse Turner            | |
| 1993 | Even Cowgirls Get the Blues             | Rubber Rose Maid        | |
| 1994 | Corrina, Corrina                        | Repeat Nanny            | |
| 1994 | Wes Craven's New Nightmare              | Nurse                   | |
| 1994 | Dumb & Dumber                           | Mrs. Neugeboren         | |
| 1995 | The Nature of the Beast                 | Carol Powell            | |
| 1996 | Kingpin                                 | Landlady                | |
| 1996 | Last Man Standing                       | The Madame              | |
| 1998 | Living Out Loud                         | Lisa's Nurse            | |
| 1998 | There's Something About Mary            | Magda                   | Nominated—Blockbuster Entertainment Award for Favorite Supporting Actress – Comedy                                                                    |
| 1999 | Detroit Rock City                       | Mrs. Bruce              | |
| 2001 | Say It Isn't So                         | Nurse Bautista          | |
| 2002 | Wish You Were Dead                      | Jinny Macintosh         | |
| 2002 | Boat Trip                               | Coach Sonya             | |
| 2003 | Who's Your Daddy?                       | Ms. Harding             | |
| 2003 | National Lampoon's Barely Legal         | Tequila                 | |
| 2003 | Dumb and Dumberer: When Harry Met Lloyd | Margie                  | |
| 2003 | Dead End                                | Laura Harrington        | Nominated—Fangoria Chainsaw Award for Best Supporting Actress                                                                                         |
| 2003 | Stuck on You                            | Makeup Babe             | |
| 2004 | The Hillside Strangler                  | Jenny Buono             | |
| 2004 | The Latin Lover                         | Emilia                  | Short film |
| 2004 | A Cinderella Story                      | Mrs. Wells              | |
| 2004 | Cellular                                | Exotic Car Driver       | |
| 2005 | Hate Crime                              | Kathleen Slansky        | |
| 2005 | Confessions of an Action Star           | Samantha Jones          | |
| 2005 | 2001 Maniacs                            | Granny Boon             | |
| 2005 | Drop Dead Sexy                          | Ma Muzzy                | |
| 2006 | Unbeatable Harold                       | Jeannie                 | |
| 2006 | Bachelor Party Vegas                    | Cassandra               | |
| 2006 | Hood of Horror                          | Clara                   | |
| 2006 | Snakes on a Plane                       | Grace                   | |
| 2006 | Driftwood                               | Nancy Forrester         | |
| 2006 | Pledge This!                            | Miss Prin               | |
| 2006 | Hoboken Hollow                          | Mrs. Brodrick           | |
| 2007 | Homo Erectus                            | Museum Guide            | |
| 2007 | Kush                                    | Susan                   | |
| 2008 | Killer Pad                              | Marge                   | |
| 2008 | Asylum                                  | String's Mother         | |
| 2009 | My Sister's Keeper                      | Nurse Adele             | |
| 2009 | American Cowslip                        | Lou Anne                | |
| 2010 | Small Town Saturday Night               | Phyllis                 | |
| 2010 | 2001 Maniacs: Field of Screams          | Granny Boone            | |
| 2010 | Killer by Nature                        | Leona Whitmore          | |
| 2011 | Insidious                               | Elise Reiner            | Fangoria Chainsaw Award for Best Supporting Actress Fright Meter Award for Best Supporting Actress Nominated—Saturn Award for Best Supporting Actress |
| 2011 | Sedona: The Motion Picture              | Claire                  | |
| 2011 | A Good Old Fashioned Orgy               | Dody                    | |
| 2011 | Chillerama                              | Nurse Maleva            | |
| 2011 | Take Me Home                            | Jill                    | |
| 2011 | Rosewood Lane                           | Mrs. Hawthorne          | |
| 2012 | The Three Stooges                       | Nursery Nurse           | |
| 2012 | Jewtopia                                | Dr. Sutton              | |
| 2013 | Insidious: Chapter 2                    | Elise Reiner            | |
| 2013 | Crazy Kind of Love                      | Denise Mack             | also known as Long Time Gone |
| 2013 | Big Ass Spider!                         | Mrs. Jefferson          | |
| 2014 | The Signal                              | Mirabelle               | |
| 2014 | Grace: The Possession                   | Helen                   | |
| 2014 | Ouija                                   | Paulina Zander          | |
| 2015 | Insidious: Chapter 3                    | Elise Reiner            | |
| 2015 | Tales of Halloween                      | Lynn's Mother           | |
| 2015 | Helen Keller vs. Nightwolves            | Helen Keller            | |
| 2016 | Abattoir                                | Allie                   | |
| 2016 | Buster's Mal Heart                      | Pauline                 | |
| 2016 | Ouija: Origin of Evil                   | Paulina Zander          | |
| 2017 | Grow House                              | Mrs. Gilliam            | |
| 2017 | The Black Room                          | Mrs. Black              | |
| 2018 | Insidious: The Last Key                 | Elise Reiner            | |

### Truyền hình
| Year | Title                                  | Role                    | Notes                                                                         |
| ---- | -------------------------------------- | ----------------------- | ----------------------------------------------------------------------------- |
| 1977 | Eight Is Enough                        | —                       | Episode: "The Return of Auntie V"                                             |
| 1985 | The New Twilight Zone                  | Kate Simmons            | Episode: "Chameleon"                                                          |
| 1986 | Cagney & Lacey                         | Secretary               | Episode: "DWI"                                                                |
| 1986 | Falcon Crest                           | Smoking Female Prisoner | Episode: "Unholy Alliances"                                                   |
| 1987 | Who's the Boss?                        | Mrs. Padnick            | Episode: "Mona"                                                               |
| 1988 | Highway to Heaven                      | Lila Barnes             | Episode: "A Mother's Love"                                                    |
| 1991 | Life Goes On                           | Parent #2               | Episode: "Life After Death"                                                   |
| 1993 | Sisters                                | Nightmare Host #2       | Episode: "Sleepless in Winnetka"                                              |
| 1994 | My So-Called Life                      | Parent #2               | Episode: "Guns and Gossip"                                                    |
| 1996 | Frasier                                | Anne                    | Episode: "The Focus Group"                                                    |
| 1997 | Perversions of Science                 | The Nurse               | Episode: "Dream of Doom"                                                      |
| 1998 | Becker                                 | Mrs. Cooper             | Episode: "Take These Pills and Shove 'Em"                                     |
| 2004 | Crossing Jordan                        | Leather Lauren          | Episode: "Is That Plutonium in Your Pocket, or Are You Just Happy to See Me?" |
| 2006 | My Name Is Earl                        | Paul's mom              | Episode: "Number One"                                                         |
| 2007 | Dirty Sexy Money                       | Leslie Donovan          | Episode: "The Game"                                                           |
| 2009 | ER                                     | Margaret                | Episode: "And in the End..."                                                  |
| 2013 | Private Practice                       | Mrs. Taylor             | Episode: "Full Release"                                                       |
| 2015 | Things You Shouldn't Say Past Midnight | Mrs. Abramson           | 3 episodes                                                                    |
| 2016 | Still the King                         | Ruthie                  | Episode: "Mother Trucker"                                                     |
| 2016 | American Gothic                        | Lila                    | Episode: "The Artist in His Museum"                                           |
| 2016 | Grip and Electric                      | Glenda                  | 4 episodes                                                                    |